# Hereroa rehneltiana
Hereroa rehneltiana är en isörtsväxtart som först beskrevs av Ernst Friedrich Berger, och fick sitt nu gällande namn av Moritz Kurt Dinter och Schwant. Hereroa rehneltiana ingår i släktet Hereroa och familjen isörtsväxter. Inga underarter finns listade i Catalogue of Life.